# Kirche Hohnstädt

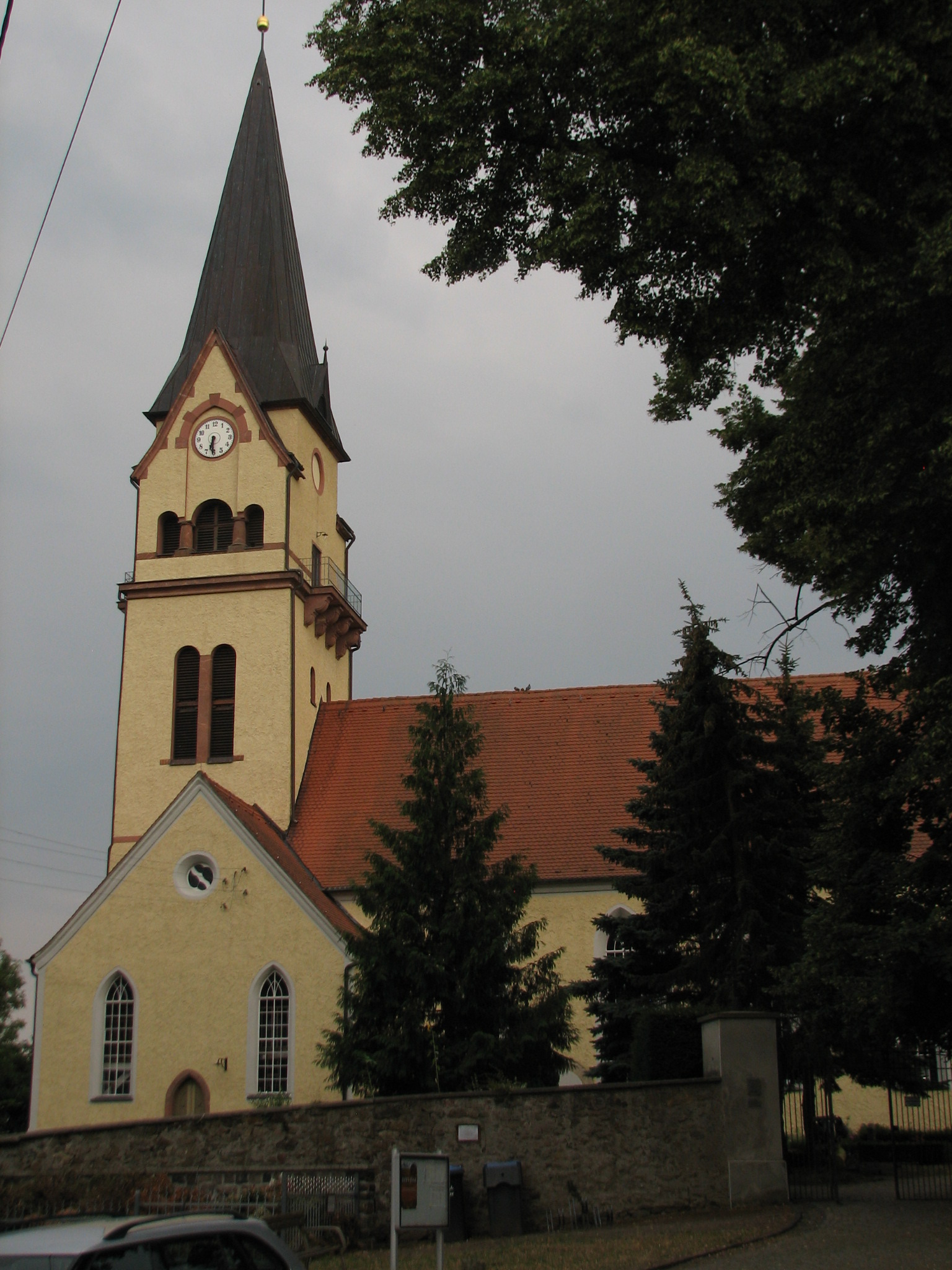
Kirche Hohnstädt

Die Kirche Hohnstädt ist der Sakralbau der Evangelisch-Lutherischen Landeskirche Sachsens in Hohnstädt, einem Stadtteil von Grimma im sächsischen Landkreis Leipzig. Sie steht markant über dem Tal der Mulde auf einer Bergspitze und überragt die Ortschaft.

## Architektur und Geschichte
Die Kirche Hohnstädt ist eine romanische Chorturmkirche aus dem 13. Jahrhundert. Die spätgotische Kapelle mit Rippenwölbung von 1480 dient als Sakristei: Sie hat einen Marmor-Relief-Altar, eine Kanzel aus Rochlitzer Porphyr und einen Taufstein von 1661. Der Turm wurde 1896 um 17 Meter erhöht. Der Chor mit Apsis ist mit zwei Triumphbögen auf Kämpfergesimsen zum Langhaus abgegrenzt.
Der Altarraum der Kirche stammt aus dem 12. Jahrhundert, mittelalterlich ist das Langhaus, das von 1857 bis 1858 erweitert wurde. In der Saalkirche ist eine dreiseitige Empore eingebaut. Die Kirchturmspitze wurde 2009–2010 komplett erneuert.
Das heutige Pfarrhaus wurde im Jahr 1910 im Sächsischen Heimatstil erbaut und 2019 außen saniert.

## Orgel

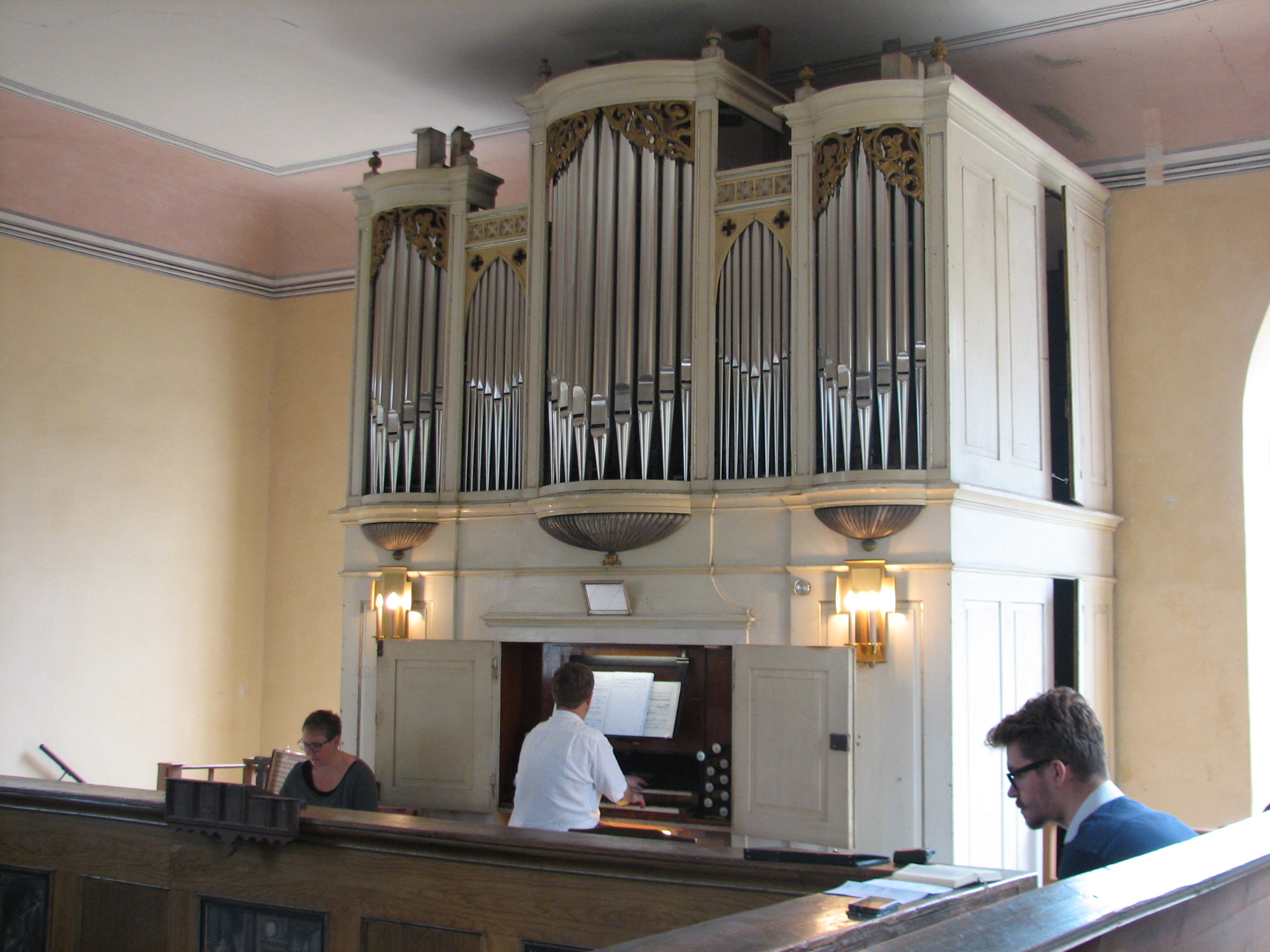
Die Kreutzbach-Orgel

1858 wurde die Orgel von Urban Kreutzbach (1796–1868) aus Borna eingebaut – diese wurde 1993 von Orgelbauer Georg Wünning aus Großolbersdorf grundlegend restauriert.
Die Orgel mit 15 Registern, zwei Manualen und Pedal hat gegenwärtig (Stand 2018) folgende Disposition:
| 1. Manual Hauptwerk |                |     |
| 1.                  | Bordun         | 16′ |
| 2.                  | Principal      | 8′  |
| 3.                  | Viola di Gamba | 8′  |
| 4.                  | Gedackt        | 8′  |
| 5.                  | Octave         | 4′  |
| 6.                  | Octave         | 2′  |
| 7.                  | Cornett III    |     |
| 8.                  | Mixtur III     |     |

| 2. Manual Oberwerk |             |    |
| 9.                 | Doppelflöte | 8′ |
| 10.                | Salicional  | 8′ |
| 11.                | Principal   | 4′ |
| 12.                | Rohrflöte   | 4′ |
| 13.                | Gemshorn    | 2′ |

| Pedal C–e1 |               |     |
| 14.        | Subbass       | 16′ |
| 15.        | Principalbass | 8′  |

- Koppeln: Manualcoppel II-I, Pedalcoppel, Kalkantenklingel

## Glocken
Das Geläut der Kirche hat zwei Kirchenglocken aus Bronze, die die traditionsreiche Glockengießerei Ulrich in Apolda im Jahr 1857 gegossen hat:
- Glocke mit Schlagton ges' mit 104 Zentimeter Durchmesser und 658 Kilogramm Gewicht
- Glocke mit Schlagton b' mit 84 Zentimeter Durchmesser und 375 Kilogramm Gewicht[4]

## Pfarrer seit 1529
- 1529 – Naumann, Ambrosius
- 1531 – Zeschau, Wolfgang von
- 1540 – Götzel, Wolfgang
- 1549 – Kunat, Wolfgang
- 1554 – Kunat, Thomas
- 1554 – Kunat, Wolfgang
- 1568 – Petermann, Matthäus
- 1581 – Brotkorb, Lucas
- 1599 – Zimmermann, Zacharias
- 1625 – Müller, Christian
- 1633 – Proles, Johann
- 1651 – Lehmann, Johann
- 1659 – Weise, Johann
- 1673 – Stüber, Gottfried
- 1702 – Günther, Gotthard
- 1716 – Weise, Heinrich Gottfried
- 1750 – Schubarth, Johann Christoph
- 1786 – Schubarth, Johann Friedrich August
- 1829 – Schubarth, Friedrich Moritz
- 1867 – Bode, Johann Paul
- 1868 – Joseph, Karl Adolf
- 1872 – Jäger, Clemens Adam
- 1881 – Otto, Ernst Julius
- 1910 – Steidtmann, Robert *Gottfried
- 1940 – Schwarze, Walter Albrecht
- 1951 – Hempel, Fridebald
- 1972 – 1985 Lutz, Ludwig[5]

## Gegenwart
1999 haben sich die Evangelisch-Lutherischen Kirchgemeinden Hohnstädt und Beiersdorf zur Kirchgemeinde Hohenstädt-Beiersdorf vereinigt – sie hat mit der Kirchgemeinde Grimma, Kirchgemeinde Nerchau und Kirchgemeinde Döben-Höfgen ein Schwesternkirchverhältnis. Pfarrer ist seit 2012 Markus Wendland.

## Bilder

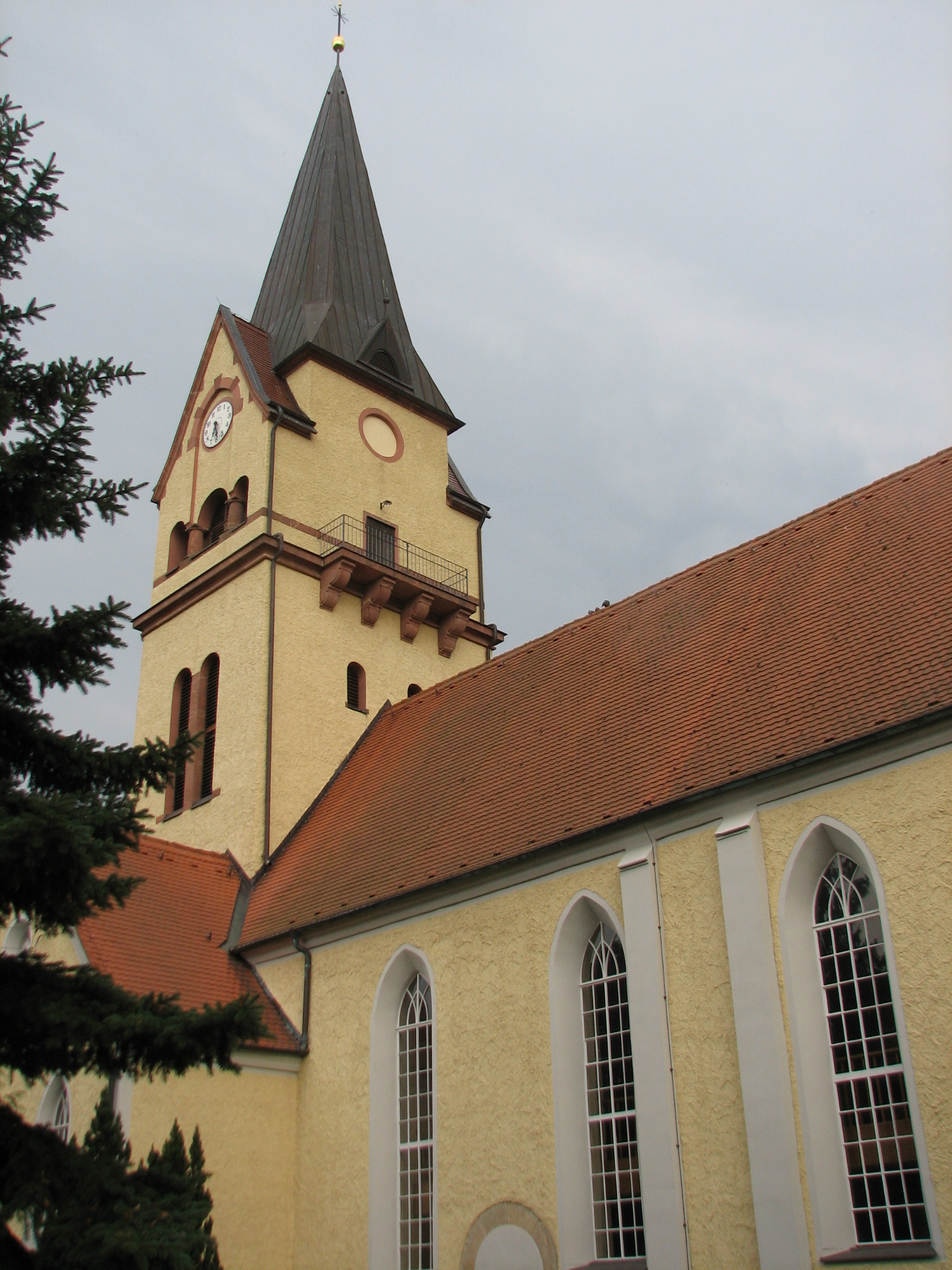
Kirche Hohnstädt
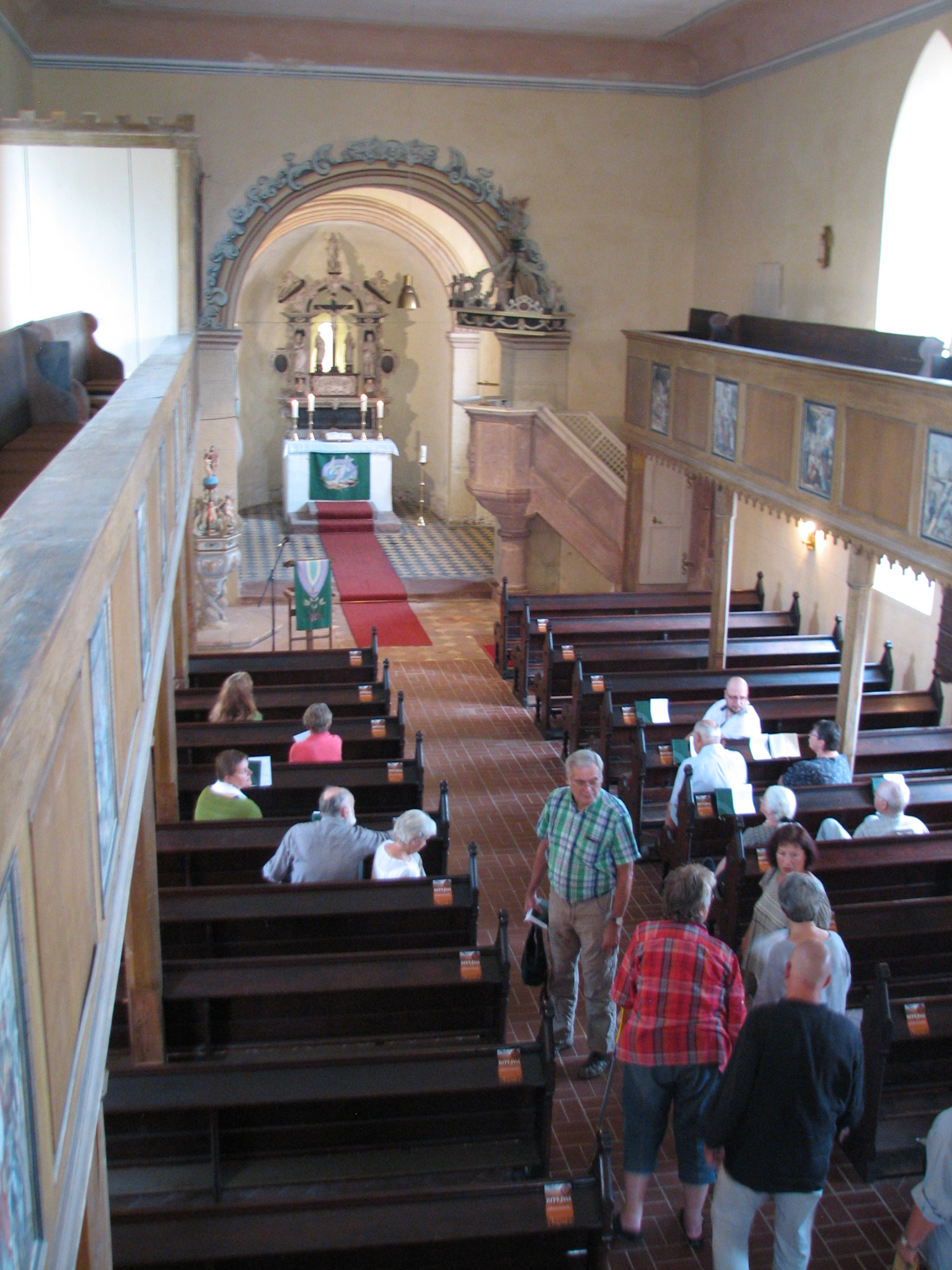
Blick von der Empore zum Altar
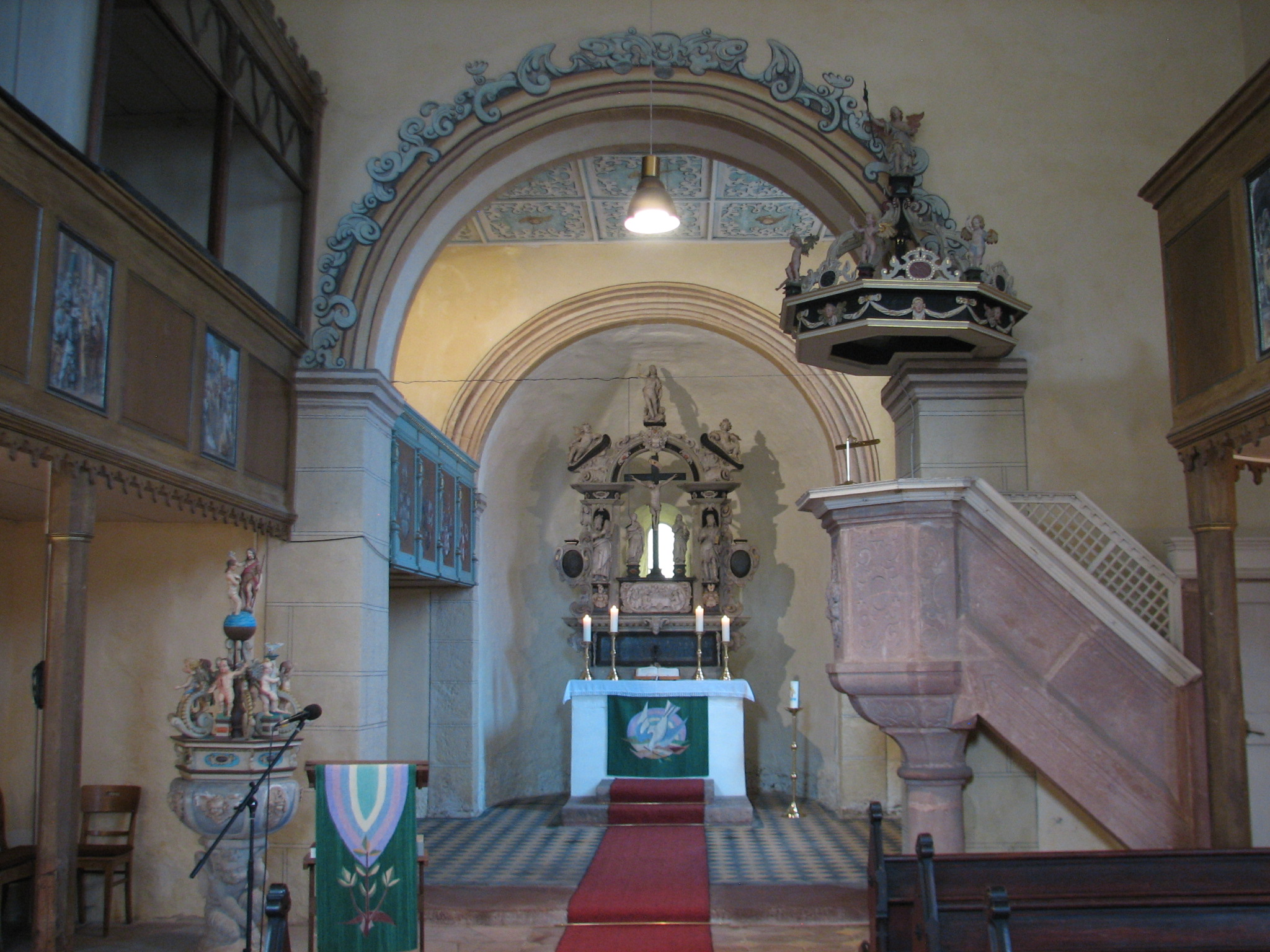
Taufstein, Altar und Kanzel
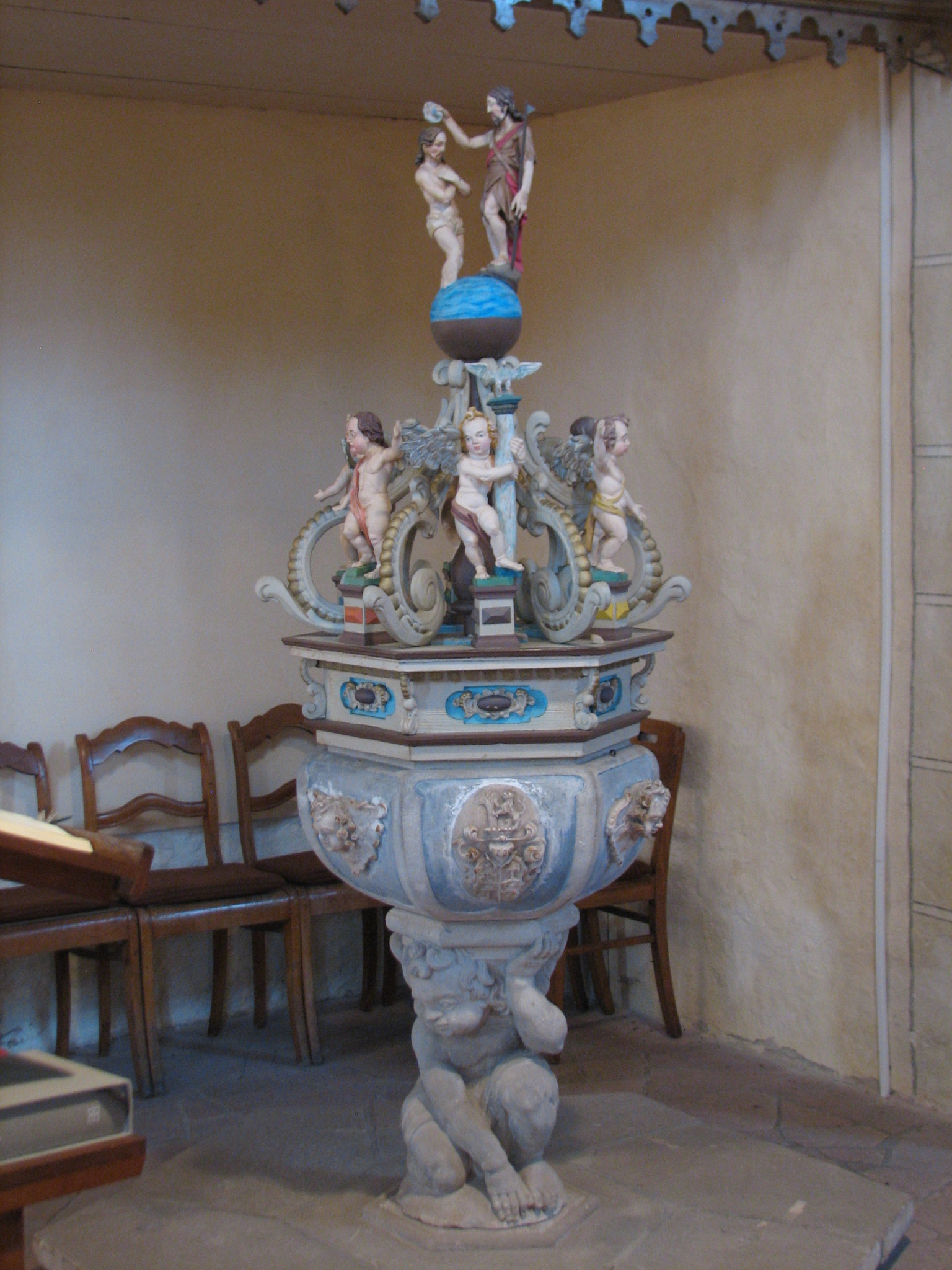
Taufstein mit kunstvollem Aufsatz

## Varia
- Ein Teil der Kirchenbänke stammt aus der 1978 gesprengten Markuskirche Leipzig.
- Die beiden Söhne von Hohnstädts Pfarrer Friedrich Moritz Schubart und seiner Frau Clara (geb. Zehme), der Kunstsammler Friedrich Martin Schubart (1840–1899) und der Theologe Friedrich Winfried Schubart (1847–1918), erwarben überregionale Bekanntheit.[7] Beide besuchten die Fürstenschule Grimma.